# Покровска група
Покровската група гробове е група погребения в степната зона на Източна Европа, датирани между края на 4 век и края на 5 век. Обикновено те се свързват с хуните, макар че етническата им принадлежност не е установена със сигурност.
Гробовете се подразделят се на две хронологични групи – до средата на 5 век гробовете са с характерна полихромна керамика, която след това става по-рядка, но се появяват златни апликации с щамповано човешко лице. Разкритите погребения са разположени по долното и средно течение на Волга, северно от Кавказ и в Крим до долното течение на Днестър на запад. Наименованието на групата идва от град Покровск, Саратовска област, където е открит един от характерните гробове.
Погребенията от са с вторично трупополагане и изградена надгробна могила, като ориентацията на телата най-често е на североизток. В гробовете са открити кости от коне и други животни, накити и върхове на стрели. Повечето от тези характеристики са известни от предходния сарматски период, като нов елемент е частичното погребване на коне. Този обичай е известен в Западен Сибир и Приуралието още от 2 хилядолетие пр.н.е. и се предполага, че е пренесен в Източна Европа от угро-финските племена в хунския съюз.
Много от характеристиките на покровските гробове са запазени при наследилата ги хронологично Сивашовска група гробове, свързвана и с прабългарите.